# Маркку Суоненвірта
Маркку Суоненвірта (фін. Markku Suonenvirta, Фінляндія) — колишній стронгмен з Фінляндії. Відомий своїм виступом на змаганні Найсильніша Людина Світу 1991 та у змаганні Найсильніша Людина Фінляндії (1989 рік — перше місце, 1990 та 1991 роки — друге місце).